# Brother in Every Inch
Brother in Every Inch (Originaltitel auch Brat wo wsjom, russisch Брат во всём) ist ein Film von Alexander Solotuchin, der im Februar 2022 bei der Berlinale seine Premiere feierte und Anfang März 2022 in die russischen Kinos kam.

## Handlung

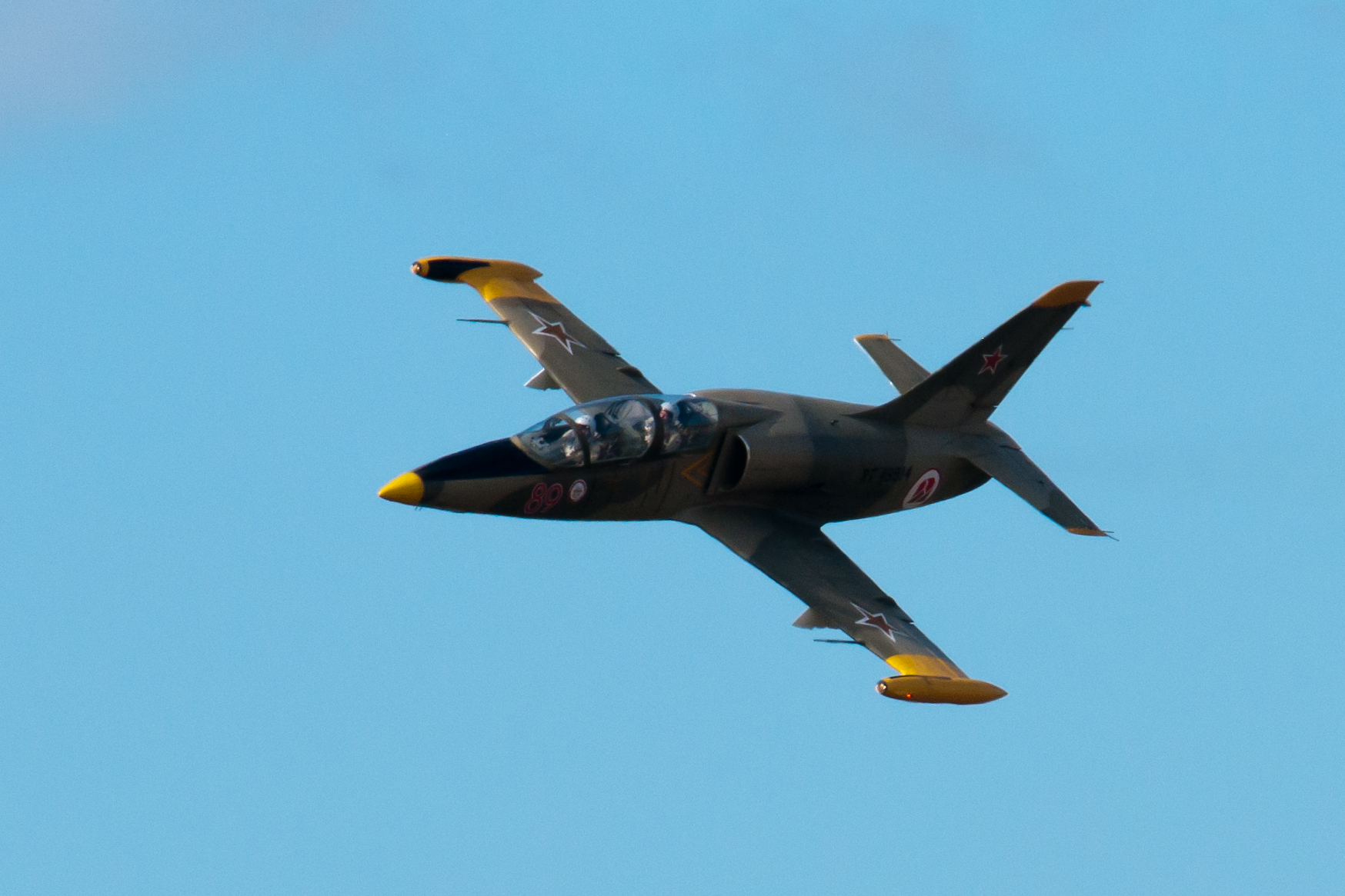
Ihre Übungsflüge absolvieren Andrei und Mitja mit einer Aero L-39 Albatros

Andrei und Mitja sind Zwillingsbrüder und träumen davon, Militärpiloten zu werden. Gemeinsam besuchen sie eine Flugschule im Süden Russlands. Während sich Mitja leicht ablenken lässt, ist Andrei ganz bei der Sache und durchläuft die Ausbildung erfolgreicher als sein Bruder. Bei einem Übungsflug mit seinem Ausbilder wird Mitja während der Loopings bewusstlos und muss nach der Landung aus dem Cockpit gezogen werden. Bei diesem Training stürzte ein anderer Jagdflieger ab, der in einen Vogelschwarm geraten ist. Gemeinsam mit den anderen Flugschülern helfen Andrei und Mitja bei der Bergung.
Die Ausbildung fällt Mitja deutlich schwerer als seinem Bruder, auch wenn er zunehmend besser wird. Ohne ihn würde er sie vielleicht gar nicht machen wollen. Die beiden jungen Männer müssen sich eingestehen, dass sie sich eigentlich gar nicht so ähnlich sind, wie sie immer angenommen haben, und gehen ein wenig auf Distanz.
Weil man Mitjas Fitness in Frage stellt, soll er sich einer weiteren medizinischen Untersuchung unterziehen. Nachdem er in dem Krankenhaus verschiedene Gesundheitstests durchlaufen hat, hilft er einer Schwester bei der Versorgung eines verletzten Soldaten, der gerade eingeliefert wird. Durch dieses Erlebnis verändert sich seine Einstellung zu ihrem vormals gemeinsamen Traum.
Als es Andrei während einer Flugstunde gelingt, eine Schlechtwetterfront zu umfliegen und sie auf einem anderen Stützpunkt landen, wird er von seinem Ausbilder gelobt. Er hilft dort, die ganz großen Maschinen mit Bomben zu bestücken. Zurück in ihrer Basis erfährt er, dass sein Bruder die Ausbildung abbrechen soll und will und beschließt, dies gemeinsam mit ihm zu tun.

## Produktion
Regie führte Alexander Solotuchin. Er wurde 1988 in Saporischschja im Süden der Ukraine geboren, zog mit seiner Familie häufig um und lebte in den Steppen von Kasachstan, in Weißrussland und in Russland. Er absolvierte den fünfjährigen Filmworkshop von Alexander Sokurow an der Universität in Kabardino-Balkarien, einem der bedeutendsten russischen Autorenfilmer der Gegenwart. In seinem ersten Langfilm Maltschik russki (A Russian Youth) erzählte Solotuchin von einem jungen Soldaten, der im Ersten Weltkrieg erblindet. Dieser Film wurde vielfach ausgezeichnet, unter anderem von der Russischen Filmkritikervereinigung. Im Jahr 2019 stellte er seinen zweiten Langfilm Neighbors vor. Bei Brother in Every Inch handelt es sich um seinen dritten Langfilm.
In den Rollen der Brüder Andrei und Mitja sind Sergei und Nikolai Schurawljow zu sehen. Sie sind beide Absolventen des Jekaterinburger Staatlichen Theaterinstituts und geben mit Brother in Every Inch ihr Filmdebüt. Michail Klabukow spielt ihren Ausbilder.
Der Film wurde von Proline Film produziert und erhielt finanzielle Unterstützungen des Kulturministeriums der Russischen Föderation und des Verteidigungsministeriums der Russischen Föderation.
Die Dreharbeiten fanden auf einem echten russischen Luftfahrt-Trainingscampus statt. Als Kameramann fungierte Andrei Naidjonow, der zuletzt für Andrei Kontschalowski an dessen Film Dorogie Tovarischi! arbeitete.

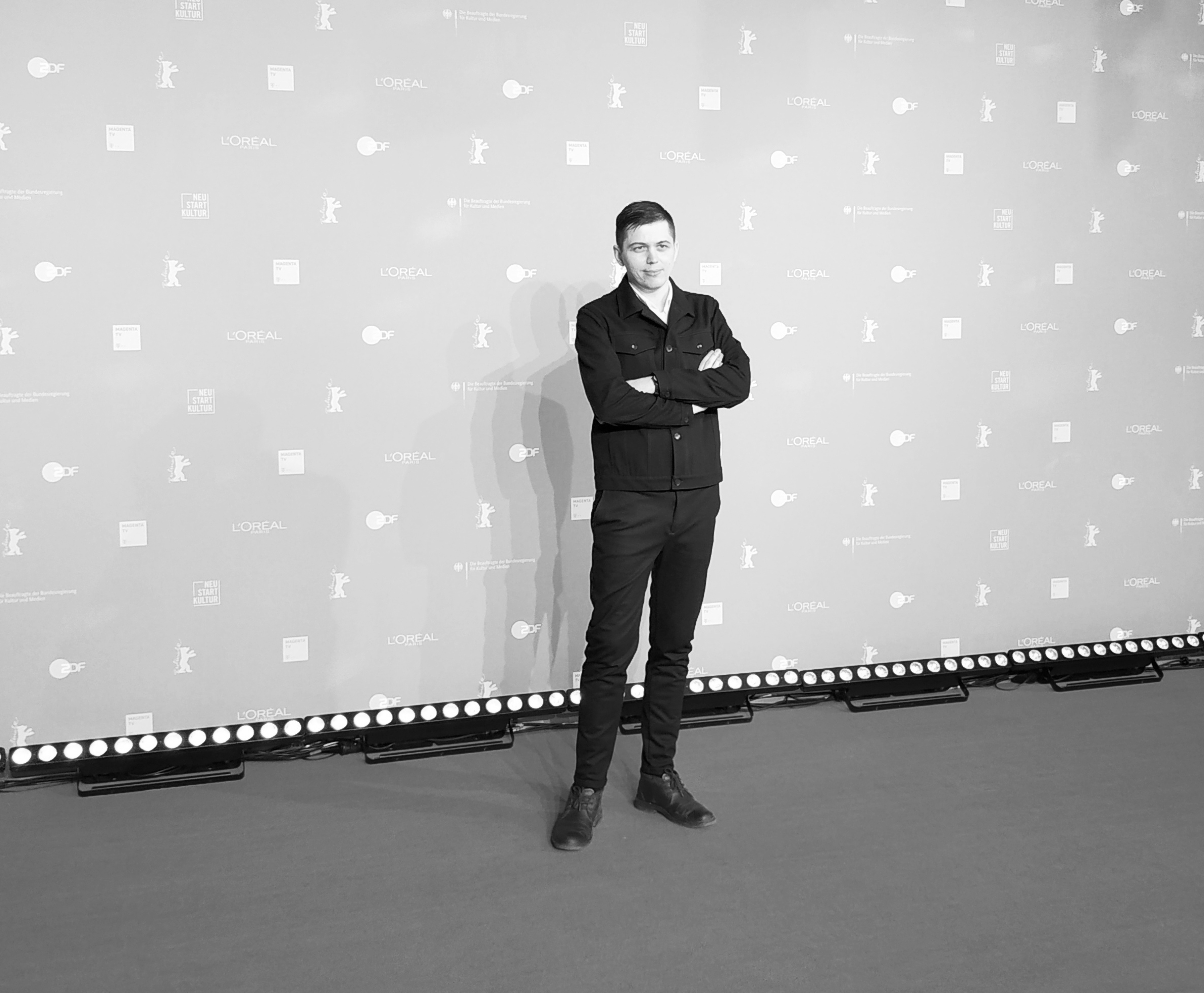
Regisseur Alexander Solotuchin bei den Internationalen Filmfestspielen Berlin 2022

Die Premiere erfolgte am 13. Februar 2022 bei den Internationalen Filmfestspielen in Berlin, wo Brother in Every Inch in der Sektion Encounters gezeigt wurde. Am 24. Februar 2022 fand im Moskauer Kino Khudozhestvenny die Russlandpremiere des Films statt. Eine reguläre Veröffentlichung in Russland erfolgte am 3. März 2022. Diese erfolgte wenige Tage nach dem Beginn des Angriffs des Landes auf die Ukraine. Zu dem Umstand, dass Filme wie Brother in Every Inch, der ein ziemlich desolates Militär zeigt und den Regisseur Solotuchin selbst als einen pazifistischen Film bezeichnet, staatlich gefördert werden, erklärte Vasily Stepanov, Chefredakteur des Filmmagazins Séance aus St. Petersburg: „Wo es trotz aller Repression noch gewisse Freiräume für kritische Äußerungen in Russland gibt, ist das Theater und das Autorenkino.“ Der Grund dafür liege in der geringen Reichweite. Diese lasse es für die Regierung unwichtig erscheinen, um einzuschreiten. Christian Berndt von Deutschlandfunk Kultur bemerkt,  wenn im Film einer der Brüder es ablehnt, Bomber zu fliegen, weil er Bilder davon gesehen hat, was diese anrichten, müsse man unwillkürlich an die Ukraine denken.

## Auszeichnungen
Internationale Filmfestspiele Berlin 2022
- Nominierung im Encounters-Wettbewerb[10][11]